# I el cel es va obrir
I el cel es va obrir (títol original en anglès, And When the Sky Was Opened) és l'onzè episodi de la sèrie de televisió d’antologia La Dimensió Desconeguda. Es va emetre originalment el 11 de desembre de 1959 a la cadena CBS. És una adaptació del conte de 1953 de Richard Matheson "Disappearing Act." Ha estat doblat al català i es va emetre a TV3.

## Narració d'obertura
| « | El seu nom: X-20. El seu tipus: un interceptor experimental. Història recent: un aterratge accidental al desert de Mojave després d'un vol de trenta-una hores a nou-cents milles a l'espai. Dades incidentals: la naul, amb els homes que la van fer volar, va desaparèixer de la pantalla del radar durant vint-i-quatre hores. | » |

La narració continua després de la presentació de Forbes.
| « | Però els sudaris que cobreixen els misteris no sempre estan fets d'una lona, com aquest home aviat descobrirà a l'altre costat de la porta d'un hospital. | » |

## Argument
El Tinent Coronel Clegg Forbes de la USAF arriba a un hospital militar per visitar el seu amic i copilot Major William Gart. Els dos havien pilotat recentment un avió espacial experimental, el X-20. Durant el seu viatge, l'embarcació va desaparèixer de les pantalles del radar durant un dia complet abans de reaparèixer i aterrar al desert, deixant en Gart amb una cama trencada. Forbes està agitat i li pregunta a Gart si recorda quantes persones hi havia a la missió. Gart confirma que només ell i Forbes van pilotar l'avió, però Forbes insisteix que un tercer home, el Coronel Ed Harrington, el seu millor amic durant 15 anys, els va acompanyar.
En un salt enrere, Harrington i Forbes són donats d'alta de l'hospital després d'aprovar els exàmens físics i de visitar un bar del centre de la ciutat. Mentre allà, Harrington es veu superat de sobte per la sensació que ja no "pertany" al món. Pertorbat, telefona als seus pares, que li diuen que no tenen cap fill anomenat Ed i creuen que la persona que els truca és un bromista. Aleshores, Harrington desapareix misteriosament de la cabina telefònica i ningú més que Forbes recorda la seva existència. Cada cop més desesperat, Forbes busca infructuosament qualsevol rastre del seu amic.
De tornada al present, Forbes acaba d'explicar la història a Gart i està consternat per l'afirmació del seu amic que no coneix ningú anomenat Harrington. Aleshores, Forbes mira un mirall i descobreix que no reflecteix cap reflex, fet que el fa fugir de l'habitació terroritzat. Gart intenta córrer darrere d'ell només per trobar que Forbes ha desaparegut. Trucant a la infermera de servei per preguntar-li si va veure on va anar Forbes, Gart està sorprès per l'afirmació de la infermera que ningú anomenat Forbes no ha estat a l'edifici i que Gart era l'únic home que estava a l'habitació de l'hospital. Horroritzat, Gart també desapareix.
Un oficial entra a l'edifici i pregunta a la infermera de servei si hi ha habitacions sense utilitzar disponibles per acollir nous pacients. La infermera el porta a l'habitació ara completament buida que va acollir els tres astronautes, dient-li que ha estat desocupada. A continuació es mostra l'hangar que albergava anteriorment el X-20, amb el llençol que cobria l'embarcació estirat a terra. No hi ha rastre de l'avió, com si ell i la seva tripulació mai haguessin existit.

## Narració de cloenda
| « | Hi havia una vegada un home que es deia Harrington, un home que es deia Forbes, un home que es deia Gart. Abans existien, però ja no tenen res. Algú, o alguna cosa, els va portar a algun lloc. Almenys ja no formen part de la memòria de l'home. I pel que fa al X-20 que se suposa que s'allotjava aquí en aquest hangar, això tampoc no existeix. I si algú de vosaltres té alguna pregunta sobre un avió i tres homes que la van fer volar, parleu-ne amb suavitat, i només a la Dimensió Desconeguda. | » |

## Repartiment
- Rod Taylor com el tinent coronel Clegg Forbes
- Charles Aidman com el coronel Ed Harrington
- Jim Hutton com el major William Gart
- Maxine Cooper com a Amy
- Sue Randall com a infermera
- Paul Bryar com a cambrer
- Joe Bassett com a oficial mèdic
- Gloria Pall com noia al bar
- Elizabeth Fielding com a infermera rossa